# Bouxières-sous-Froidmont
 Bouxières-sous-Froidmont  es una población y comuna francesa, en la región de Lorena, departamento de Meurthe y Mosela, en el distrito de Nancy y cantón de Pont-à-Mousson.

## Demografía
| 187 | 198 | 187 | 200 | 239 | 266 |
| Para los censos de 1962 a 1999 la población legal corresponde a la población sin duplicidades (Fuente: INSEE [Consultar]) |     |     |     |     |     |